# Episodi di Magnum P.I. (serie televisiva 2018) (seconda stagione)
La seconda stagione della serie televisiva Magnum P.I., composta da 20 episodi, è stata trasmessa negli Stati Uniti per la prima volta dall'emittente CBS in due parti; la prima parte è andata in onda dal 27 settembre 2019 al 31 gennaio 2020, mentre la seconda è andata in onda dal 10 aprile all'8 maggio 2020.
In Italia la stagione è stata trasmessa in prima visione satellitare su Fox, canale a pagamento della piattaforma Sky, dal 15 ottobre 2019 al 28 giugno 2020. In chiaro la stagione andrà in onda su Italia 1 da domenica 21 marzo 2021 in orario pomeridiano.
| nº            | Titolo originale           | Titolo italiano                        | Prima TV USA      | Prima TV Italia  |
| Prima parte   | Prima parte                | Prima parte                            | Prima parte       | Prima parte      |
| ------------- | -------------------------- | -------------------------------------- | ----------------- | ---------------- |
| 1             | Payback is for Beginners   | Vendetta per principianti              | 27 settembre 2019 | 15 ottobre 2019  |
| 2             | Honor Among Thieves        | Onore fra ladri                        | 4 ottobre 2019    | 22 ottobre 2019  |
| 3             | Knight Lasts Forever       | Il segreto di White Knight             | 11 ottobre 2019   | 29 ottobre 2019  |
| 4             | Dead Inside                | Morto dentro                           | 18 ottobre 2019   | 5 novembre 2019  |
| 5             | Make It 'Til Dawn          | Resistere fino all'alba                | 25 ottobre 2019   | 12 novembre 2019 |
| 6             | Lie, Cheat, Steal, Kill    | Bugie, imbrogli, furti, omicidi        | 1º novembre 2019  | 19 novembre 2019 |
| 7             | The Man in the Secret Room | L'uomo nella stanza segreta            | 8 novembre 2019   | 26 novembre 2019 |
| 8             | He Came by Night           | È arrivato di notte                    | 15 novembre 2019  | 3 dicembre 2019  |
| 9             | A Bullet Named Fate        | Un proiettile chiamato destino         | 22 novembre 2019  | 10 dicembre 2019 |
| 10            | Blood Brothers             | Fratelli di sangue                     | 6 dicembre 2019   | 17 dicembre 2019 |
| 11            | Day I Met the Devil        | Il giorno che ho incontrato il diavolo | 13 dicembre 2019  | 31 maggio 2020   |
| 12            | Desperate Measures         | Misure estreme                         | 3 gennaio 2020    | 31 maggio 2020   |
| 13            | Mondays Are for Murder     | I lunedì sono per uccidere             | 10 gennaio 2020   | 7 giugno 2020    |
| 14            | A Game of Cat and Mouse    | Il gioco del gatto con il topo         | 31 gennaio 2020   | 7 giugno 2020    |
| Seconda parte |                            |                                        |                   |                  |
| 15            | Say Hello to Your Past     | Saluta il tuo passato                  | 10 aprile 2020    | 14 giugno 2020   |
| 16            | Farewell to Love           | Addio all'amore                        | 17 aprile 2020    | 14 giugno 2020   |
| 17            | The Night Has Eyes         | La notte ha occhi                      | 24 aprile 2020    | 21 giugno 2020   |
| 18            | A World of Trouble         | Un mondo di problemi                   | 1º maggio 2020    | 21 giugno 2020   |
| 19            | May the Best One Win       | Che vinca il migliore                  | 8 maggio 2020     | 28 giugno 2020   |
| 20            | A Leopard on the Prowl     | Un leopardo a caccia                   | 8 maggio 2020     | 28 giugno 2020   |

## Vendetta per principianti
- Titolo originale: Payback Is for Beginners
- Diretto da: Bryan Spicer
- Scritto da: Peter M. Lenkov e Eric Guggenheim

### Trama
Thomas e Juliet indagano su un caso nel quale un uomo ha richiesto il loro intervento per indagare sulla scomparsa della moglie. Quando i due investigatori arrivano a casa del cliente, lo trovano legato e imbavagliato in uno sgabuzzino. Liberato l'uomo, apprendono che sua moglie era vicedirettrice di una banca, dove è avvenuta una rapina finita in tragedia (il direttore della banca, e amico della donna, è stato ucciso durante la rapina). Magnum e Higgins iniziano a seguire la pista della vendetta, la donna vuole trovare i malviventi e ucciderli (durante le indagini gli investigatori apprendono che la donna si è procurata una pistola al mercato nero e sta prendendo lezioni al poligono di tiro) e sta indagando sulle persone tatuate (questo lo apprendono dalla proprietaria del poligono di tiro), quindi Thomas e Juliet, aiutati dai loro soci storici, Rick e TC, controllano i tatuatori dell'isola. In un negozio un tatuatore aggredisce i nostri investigatori, che stanno facendo domande su un certo cliente, che potrebbe essere un membro della banda. Scoperto il nome dell'uomo, vanno a casa sua, ma lo trovano morto. Qui trovano la moglie del loro cliente, che però dichiara di non aver ucciso quel tale (Magnum capisce che la donna è sincera perché la pistola è fredda, inoltre lei aveva una calibro 38, mentre il cadavere è stato freddato da una calibro 45). Si chiede aiuto a Katsumoto, che ancora non ha perdonato Magnum dopo le ultime imprese in cui sono stati coinvolti, tuttavia il tenente decide di dare il suo contributo, per vedere di mettere dietro le sbarre degli assassini. A casa di Magnum, dove hanno portato la moglie del cliente per farla stare al sicuro, apprendono che i rapinatori hanno rapito il marito della cliente, e ora vogliono un riscatto, che la donna dovrà prelevare dal caveau della banca, entro poche ore, oppure il loro ostaggio sarà freddato! Nonostante la riluttanza di Katsumoto, che sa che un piano così improvvisato potrebbe andare malissimo, si decide di fare a modo di Magnum e così ci si organizza: Katsumoto in banca, la moglie del cliente nel caveau a fare il prelievo, Magnum e Higgins fuori dalla banca, TC e Rick in elicottero a pattugliare la zona. I rapinatori si sono camuffati da guardie giurate, uno è in banca per controllare che la moglie del cliente non faccia scherzi e si accorge di Katsumoto, ma viene neutralizzato dal tenente; quello fuori, a bordo di un furgone dove tiene in ostaggio il cliente prima, la moglie dopo, quando si accorge che è sorvegliato da Magnum e la sua squadra, fugge a bordo del suo mezzo con i suoi prigionieri. Thomas si procura una moto e, dopo un rocambolesco inseguimento, grazie al supporto aereo che ha controllato i movimenti del furgone, anche l'ultimo malvivente viene neutralizzato, da Juliet. Gli ostaggi vengono liberati, la moglie del cliente arrestata, in quanto era complice e amante di uno della banda, quello trovato morto nel suo appartamento, ucciso dai suoi complici. Alla fine dell'episodio si fa una festa per festeggiare la fine del caso e Juliet parte per l'Inghilterra, dove deve risolvere delle questioni in sospeso con l'MI6, di cui faceva parte.
- Ascolti USA: telespettatori 6 400 000[5]

## Onore fra ladri
- Titolo originale: Honor Among Thieves
- Diretto da: Carlos Bernard
- Scritto da: Gene Hong

### Trama
Un incorreggibile borseggiatore, Jin, chiede aiuto a Magnum quando un cellulare che ha rubato di recente riceve un messaggio di testo molto sospetto. Inoltre, Magnum è frustrato quando Higgins continua a non dargli una risposta se diventerà o meno la sua partner, e quando Rick decide di fare una mossa coraggiosa per la sua carriera, TC viene in suo soccorso.
- Guest star: Larry Manetti
- Ascolti USA: telespettatori 6 090 000[6]

## Il segreto di White Knight
- Titolo originale: Knight Lasts Forever
- Diretto da: Eagle Egilsson
- Scritto da: Neil Tolkin

### Trama
Una coppia di fan di Robin Masters ottiene il premesso di visitare il Nido, la villa dello scrittore alle Hawaii, con Higgins come cicerone. Si rivelerà essere una squadra di mercenari: prendono in ostaggio Higgins e Kumu perché vogliono aprire la cassaforte e scoprire la vera identità del "Cavaliere Bianco", il militare che ha ispirato Masters nella sua serie di romanzi di successo. Magnum, che doveva essere fuori casa, per un caso fortuito ritorna al Nido e aiuta le due amiche, ma viene rapito dai mercenari. Viene liberato da Katsumoto, Rick e TC, ma resta un mistero su chi abbia ingaggiato i malviventi e su cosa volevano veramente. Una volta risolto tutto, Higgins accetta finalmente di collaborare con Magnum nella sua attività investigativa.
Intanto Rick cerca di aiutare un suo dipendente, ex militare di marina, a cui hanno rubato l'auto: essendo senza casa, sulla macchina c'erano tutti i suoi averi e i suoi indumenti. Rick chiama pertanto il Detective Katsumoto, mettendo una buona parola perle indagini. L'auto verrà ritrovata svuotata di tutto e gli amici si prodigheranno per fargliene avere un'altra a un buon prezzo.
- Ascolti USA: telespettatori 6 430 000[7]

## Morto dentro
- Titolo originale: Dead Inside
- Diretto da: Krishna Rao
- Scritto da: Barbie Kligman

### Trama
A un amico di TC, il campione di football Aaron Donald, rubano il tablet con tutti gli schemi di gioco e Magnum si impegna a ritrovarglielo, ma sbologna presto l'indagine a Rick e TC, che trovano la responsabile in una bambina di una famiglia economicamente svantaggiata che voleva fare un regalo al suo papà. Donald rinuncia a sporgere denuncia e regala all'uomo un tablet nuovo. Anche Katsumoto ha un incarico per Magnum e Higgins: vuole che indaghino sull'agente Johnson, che il detective sospetta essere corrotto, ma non può andare agli affari interni. Sembra che l'agente abbia fatto sparire su commissione l'arma dell'omicidio di una giovane ragazza. Indagando, Katsumoto e gli altri scoprono che non è stato Johnson, ma un altro agente finito nel giro della droga per dipendenza da farmaci antidolore; l'accusato dell'omicidio è un tossicodipendente e il suo padrino un boss della droga, da qui il collegamento col poliziotto, a cui vendono gli antidolorifici. Katsumoto arriva al responsabile, che minaccia di uccidersi per la disperazione ma rivela dove si trova l'arma sottratta, permettendo a Magnum e a Higgins di recuperarla.
- Ascolti USA: telespettatori 5 790 000[8]

## Resistere fino all'alba
- Titolo originale: Make It 'Til Dawn
- Diretto da: Bryan Spicer
- Scritto da: Gene Hong e Tera Tolentino

### Trama
Katsumoto e la sua squadra arrivano sul luogo presso cui si è ribaltato un cellulare che stava trasportando Mason Watts, un pluriomicida: gli agenti di sorveglianza sono tutti morti e il criminale è fuggito. Magnum e Higgins ricevono l'incarico di trascorrere la notte di Halloween in una casa che ha fama di essere stregata e contestualmente vengono incaricati dal loro amico ladruncolo Jin di trovare un suo amico per cui ha pagato 15000 dollari di cauzione, ma che ora è scappato. Higgins sceglie di andare alla casa stregata, accompagnata da Rick, Magnum va con Jin a una festa in cui ci dovrebbe essere l'amico fuggitivo; sfortunatamente lì si trova anche Watts. Durante la festa Watts accoltella il compagno di Katsumoto, ma il fatto che siano tutti mascherati non aiuta di certo. Kumu riceve notizia del ritrovamento di un antico altare hawaiano e lo deve presidiare per la notte secondo le antiche usanze; a farle compagnia arriva TC e ammazzano il tempo raccontandosi storie dell'orrore, quando improvvisamente ricevono una richiesta di auto da un bambino che è caduto in un dirupo ed è rimasto appeso a una radice: lo salveranno usando una gru del cantiere. Watts lascia la festa e nemmeno a farlo apposta va a nascondersi alla casa stregata in cui si trovano Higgins e Rick. Dopo una colluttazione, riescono ad arrestarlo: scoprono che l'autore del massacro che ha dato la nomea alla casa è stato proprio Watts; la casa una volta era un orfanotrofio e Watts era cresciuto lì, vessato dai maltrattamenti della direttrice. 
- Ascolti USA: telespettatori 5 970 000[9]

## Bugie, imbrogli, furti, omicidi
- Titolo originale: Lie, Cheat, Steal, Kill
- Diretto da: Ron Underwood
- Scritto da: Alfredo Barrios Jr.

### Trama
- Ascolti USA: telespettatori 6 420 000[10]

## L'uomo nella stanza segreta
- Titolo originale: The Man in the Secret Room
- Diretto da: Allison Liddi-Brown
- Scritto da: Joe Gazzam

### Trama
Magnum sostituisce un amico come addetto alla sicurezza di un hotel, mentre cerca di superare la delusione per essere stato lasciato da Abby. Si ritrova a indagare su un mistero che coinvolge la morte di un giornalista e un bungalow segreto dell'hotel. Nel frattempo, Icepick, che per Rick è come un padre, viene rilasciato prima del tempo dal carcere, ma è reticente nello spiegare a Rick. Quest'ultimo dà a una sua amica medico legale un fazzoletto sporco di sangue di Icepick e la ragazza scopre che l'uomo è malato terminale di cancro.
- Guest star: Lee Majors
- Ascolti USA: telespettatori 6 690 000[11]

## È arrivato di notte
- Titolo originale: He Came by Night
- Diretto da: Antonio Negret
- Scritto da: Barbie Kligman

### Trama
Pat Monahan e i Train suonano a La Mariana di Rick, dove propongono di presentare un nuovo brano. Nel locale Magnum e Higgins vengono contattati da una donna alla quale sono stati rubati, in casa, 3 milioni di dollari. La donna, impiegata sulle navi da crociera, non può contattare la polizia e chiede il loro aiuto per ritrovare i soldi, dato che è in pericolo la vita del marito. Higgins all'inizio è contraria ad accettare il caso, dietro al quale c'è un traffico di droga. Nel frattempo TC e Rick indagano sul furto d'identità di un veterano di guerra, amico di Kenny. 
- Guest star: Pat Monahan
- Ascolti USA: telespettatori 6 550 000[12]

## Un proiettile chiamato destino
- Titolo originale: A Bullet Named Fate
- Diretto da: Doug Hannah
- Scritto da: Scarlett Lacey e Neil Tolkin (soggetto); Neil Tolkin (sceneggiatura)

### Trama
Magnum affida un caso di esecuzione testamentaria ad un amico detective, che nell'indagine viene ferito gravemente. Magnum e Higgins scoprono che era incidentalmente incappato in un caso di rapimento di minore: alcuni anni prima ad una madre muore incidentalmente la figlia di 9 anni, annegata nella vasca da bagno a causa di un malore. Sconvolta dal dolore, la donna rapisce un'altra bambina che tiene prigioniera nel capanno di casa. Il detective scopre la piccola prigioniera e viene ferito dalla donna, che gli spara. Indagando, Magnum e Higgins ritrovano la donna, che nel frattempo era scappata con la bambina, e liberano la prigioniera restituendola ai genitori.
- Ascolti USA: telespettatori 6 720 000[13]

## Fratelli di sangue
- Titolo originale: Blood Brothers
- Diretto da: Peter Weller
- Scritto da: Peter M. Lenkov e Eric Guggenheim

### Trama
Paulie, un ex commilitone di Magnum, TC e Rick, chiede loro un favore al limite della legalità: aiutare Ahmed, un bambino conosciuto ai tempi della guerra in Afghanistan e ora sedicenne, a sbarcare nelle Hawaii e poter acquisire il diritto di rimanere su suolo statunitense con dei documenti che l'uomo si è procurato al mercato nero. Il ragazzino, che si trova clandestinamente su una nave cargo, è d'accordo con l'amico di Magnum per calarsi con una scialuppa nell'oceano ed essere recuperato. Tutti partono con l'elicottero di TC alla sua ricerca, coordinate dalla terra ferma da Higgins. Scoprono che la scialuppa è giunta a terra: da qui parte la corsa contro il tempo per trovare il ragazzino prima che venga intercettato dall'immigrazione e rimpatriato. Sfortunatamente Ahmed giunge ad un campeggio di senza tetto dove viene rapito da Virgil, un famigerato trafficante di esseri umani che rapisce clochard per il mercato illegale di schiavi, organi umani e pedofili. Sono pertanto costretti a rivolgersi a Katsumoto, che accetta di aiutarli nonostante l'illegalità delle loro azioni perché anche suo nonno era giunto illegalmente negli USA dal Giappone. Giungono a parlare col trafficante che rivela loro, dopo una colluttazione, di aver già venduto il ragazzo ad un mercante di schiavi utilizzati per la raccolta nei campi. Con l'aiuto della polizia, fanno irruzione nella piantagione liberando tutti gli schiavi ed arrestando gli agricoltori che li sfruttavano. Paulie ritrova Ahmed e, a causa della sua storia e delle sue traversie, ottiene di non essere rimpatriato e di restare con Paulie.
- Guest star: Willie Garson, Domenick Lombardozzi
- Ascolti USA: telespettatori 6 330 000[14]

## Il giorno che ho incontrato il diavolo
- Titolo originale: Day I Met the Devil
- Diretto da: Kristin Windell
- Scritto da: Alfredo Barrios Jr.

### Trama
L'ex superiore di Magnum, il capitano Buck Greene, lo richiama in servizio per affrontare una missione segreta nel Sud America. Magnum vorrebbe portare T.C. e Rick come compagni, ma Greene gli impone una squadra già selezionata. Quando giunge sul posto, Magnum si rende subito conto che il suo comandante gli ha mentito e che è una missione suicida, poiché Greene ha agito a causa di un ricatto: la vita di suo figlio in cambio dell'invio di Magnum in Sud America. Il ragazzo muore comunque e Greene avvisa T.C. e Higgins del pericolo che corre Magnum. Uno dei compagni di Magnum, Curtis, si rivela essere il misterioso Ivan, l'uomo che inviò mercenari al Nido di Robin alla ricerca del "Cavaliere Bianco": si scopre così che a Ivan serviva sapere l'identità di Magnum perché costui, durante una missione, aveva scoperto la vera identità di Hayek, un trafficante d'armi concorrente di Ivan. Intanto Higgins, T.C., Rick, Shammy e Katsumoto partono per salvare Magnum, mentre Ivan riesce a fuggire.
- Guest star: Peter Facinelli (Curtis), James Remar (Buck Greene)
- Ascolti USA: telespettatori 6 120 000[16]

## Misure estreme
- Titolo originale: Desperate Measures
- Diretto da: Maja Vrvillo
- Scritto da: Peter M. Lenkov e Eric Guggenheim

### Trama
Tani e Quinn chiedono aiuto a Magnum e Higgins perché Junior è stato rapito: i rapitori intendono usarlo per scambiarlo con una lista di agenti sotto copertura della CIA. Con la consegna della lista salterebbe la copertura degli agenti, quindi si accordano per trovare e consegnare la lista ma, prima di farlo, desiderano decifrarla in modo da avvertire gli agenti sotto copertura e salvare loro la vita. Si rivolgono ad un hacker per decriptare la scheda, ma lui la cancella per non essere accusato di alto tradimento. Riescono comunque a organizzare uno scambio e, dopo una sparatoria, trovano dove Junior viene tenuto nascosto e a liberarlo.
- Questo episodio conclude un crossover in due parti iniziato con l'episodio 12 della decima stagione di Hawaii Five-0.
- Ascolti USA: telespettatori 7 830 000[17]

## I lunedì sono per uccidere
- Titolo originale: Mondays Are for Murder
- Diretto da: Alexandra LaRoche
- Scritto da: Peter M. Lenkov e Eric Guggenheim (storia); Alfredo Barrios Jr. (sceneggiatura)

### Trama
Magnum e TC si fingono consulenti per indagare in un'azienda dove due settimane prima è morto un dipendente; classificato come incidente, il capo della ditta pensa che sia omicidio. Magnum è costretto a stringere un'alleanza con uno dei dipendenti, che ha dovuto divorziare a causa di Magnum, che aveva indagato sulla sua infedeltà per conto della moglie dell'uomo. Indagando, scoprono che l'assassino è il tecnico informatico che aveva scoperto che stava per essere licenziato dal defunto. Higgins intanto finge di avere una spalla infortunata per non seguire il caso; alla fine confessa che l'ha fatto perché era lei la donna con cui il "collaboratore" di Magnum aveva intenzione di tradire la moglie.
- Ascolti USA: telespettatori 7 040 000[18]

## Il gioco del gatto con il topo
- Titolo originale: A Game of Cat and Mouse
- Diretto da: Roderick Davis
- Scritto da: Gene Hong

### Trama
Jin, un borseggiatore, chiama Magnum e Higgins dalla prigione perché il suo compagno di cella ha informazioni su un imminente omicidio, costringendo Magnum e Higgins a pagare la cauzione per tirarlo fuori di prigione in modo da rintracciare l'assassino. Dopo che l'attentato non è andato a buon fine, il caso diventa ancora più complicato quando la vittima designata, una cameriera di nome Ana, si dà alla fuga. I due investigatori la ritrovano e scoprono che, durante il lavoro di catering ad una festa, la donna ha visto senza volerlo uno scambio di soldi sporchi tra un magnate ed un politico corrotto.
- Ascolti USA: telespettatori 7 050 000[19]

## Saluta il tuo passato
- Titolo originale: Say Hello to Your Past
- Diretto da: Avi Youabian
- Scritto da: Joe Gazzam

### Trama
Kumu viene rapita da Milo Rivers (Dohn Norwood), un uomo a cui hanno sparato ed è in fuga dalla legge. Milo, un uomo con precedenti penali, dice che sarà condannato per aver ucciso sua moglie: lui si proclama innocente, anche se si dà la colpa degli avvenimenti perché, insieme a due amici, aveva rubato in precedenza ad uno spacciatore. Kumu crede all'uomo e lo aiuta a nascondersi e intanto chiede a Magnum e Higgins di indagare e trovare il colpevole. Mentre Magnum e i suoi amici cercano il vero assassino, scoprono che in realtà non è stato lo spacciatore a uccidere la moglie di Milo, ma uno dei suoi amici. Milo viene riabilitato, ma purtroppo muore all'arrivo all'ospedale a causa delle ferite.
- Ascolti USA: telespettatori 7 400 000[20]

## Addio all'amore
- Titolo originale: Farewell to Love
- Diretto da: Bronwen Hughes
- Scritto da: Ashley Charbonnet e Alfredo Barrios Jr.

### Trama
Magnum e Higgins sono sotto copertura come coppia in un romantico tour nella natura selvaggia per pedinare un uomo sospettato di tradire sua moglie. Tuttavia, il loro incarico originale passa in secondo piano quando Bert, un partecipante del tour che si è recentemente risposato, viene trovato morto in uno specchio d'acqua lungo una ripida discesa. Magnum capisce che l'uomo era morto ancora prima di cadere, rendendo così tutti i partecipanti automaticamente dei sospettati. Iniziano ad accadere strani incidenti, portando alla luce che il delitto era premeditato. Altrove, TC incontra Teresa (Meagan Holder), una sua vecchia fiamma: scopre che lei è andata avanti con la sua vita e ha sposato un altro uomo pensando che TC fosse scomparso in azione.
- Ascolti USA: telespettatori 7 140 000[21]

## La notte ha occhi
- Titolo originale: The Night Has Eyes
- Diretto da: David Straiton
- Scritto da: Ashley Charbonnet

### Trama
Magnum e Higgins vengono assunti dalla signora Yang per recuperare un'urna rubata contenente le ceneri del defunto marito della donna. Quando il ladro viene trovato ucciso poco dopo, la pista porta a un caso di ricatto vecchio di decenni: nell'urna infatti viene trovato un vecchio rullino fotografico che documenta un omicidio commesso nel 1978 e mai risolto. Nel frattempo, Higgins dice a Magnum che le è scaduto il visto e che probabilmente dovrà tornare nel Regno Unito per un lungo periodo, spingendo Magnum a suggerirle di sposarsi in modo da farle ottenere la Green Card; messa alle strette dalla scadenza del visto e dall'imminente rimpatrio, Higgins accetta, seppur a malincuore. Intanto TC e Rick incontrano nel locale di quest'ultimo un venditore di auto che finge di essere il giocatore della NFL Andre Reed. 
- Guest star: Andre Reed (se stesso)
- Ascolti USA: telespettatori 7 200 000[22]

## Un mondo di problemi
- Titolo originale: A World of Trouble
- Diretto da: Peter Weller
- Scritto da: Tera Tolentino e Neil Tolkin

### Trama
Il matrimonio di Magnum e Higgins si avvicina e tutti sono coinvolti nei preparativi tranne Katsumoto, che cerca di convincere Higgins a non andare avanti con il matrimonio solo per ottenere la sua carta verde, azione di per sé illegale. Intanto i due investigatori accettano di aiutare un'amica di Kumu, una dirigente scolastica che ha ricevuto doni da un anonimo benefattore che è improvvisamente scomparso; si scopre però che i doni dati alla scuola sono merce rubata. Magnum e Higgins indagano e arrivano a una ex studentessa con un debito di riconoscenza nei confronti della preside, solo che si è ritrovata a rubare alla gente sbagliata. Rick e TC aiutano un veterano loro amico, ora in pensione, ad abituarsi alla vita civile dopo 30 anni nei Marines. Higgins decide che sarà più sicuro e più facile sposare TC invece di Magnum. 
- Ascolti USA: telespettatori 7 210 000[23]

## Che vinca il migliore
- Titolo originale: May the Best One Win
- Diretto da: Rocky Carroll
- Scritto da: Gene Hong

### Trama
Magnum scopre che un mediatore di divorzio sta cercano dei detective per il caso di due suoi clienti, un ex-pilota di auto da corsa e la moglie, ognuno dei quali sostiene che l'altro abbia un amante. Magnum, per aggiudicarsi l'incarico, propone che lui e Higgins prendano in carico ciascuno uno dei coniugi. Intanto Rick trova nel suo locale un avventore morto nottetempo per infarto, del quale non si conosce l'identità; Rick e TC si prodigano per capire chi è per evitare che abbia una sepoltura anonima. Indagando sui coniugi, Magnum e Higgins scoprono che le incomprensioni tra marito e moglie sono dovute al vizio di lui per il gioco di azzardo, he l'ha portato a indebitarsi con gente losca; tali persone lo obbligano a far da palo a una rapina a una gioielleria, ma si salva dall'arresto grazie ai due investigatori.
Rick trova Suzy, la figlia del defunto, e si stupisce della mancanza di dispiacere da parte di lei, che gli spiega che non lo vedeva da anni perché aveva abbandonato la famiglia. La aiuterà a far pace col ricordo del padre, dimostrandole che le è sempre stato vicino senza però manifestare la sua presenza.
Higgins dice a Magnum che non vuole portare a termine un matrimonio finto per avere la carta verde, con TC o chiunque altro. 
- Ascolti USA: 6 870 000 telespettatori[24]

## Un leopardo a caccia
- Titolo originale: A Leopard on the Prowl
- Diretto da: Bryan Spicer
- Scritto da: Eric Guggenheim e Peter M. Lenkov

### Trama
L'episodio inizia con Higgins alla guida della Ferrari, che insegue Magnum con una manovra spericolata, mentre Magnum sta lottando con un uomo in cima a un TIR in marcia. 36 ore prima: Icepick, un amico di Rick ex galeotto, sta morendo di cancro ai polmoni e, nonostante ciò, tenta un ultimo colpo con Reese, un tizio conosciuto in prigione. Il complice però gli spara, ferendolo e uccidendo una guardia di sicurezza. Higgins e Magnum indagano per trovare Reese, consegnarlo alla giustizia e fare in modo che Icepick ne rimanga fuori.
Intanto Magnum contatta Adam Noshimuri della squadra Five-O per sapere se c'è un escamotage legale per permettere a Higgins di restare alle Hawaii; Adam gli risponde che c'è una piccola possibilità, ma costosa, cosa che porta Thomas a chiamare Robin Masters per chiedergli aiuto.
Si giunge al tempo narrante dell'inizio della puntata: Magnum e Higgins trovano Reese e ne deriva un inseguimento che si conclude con la morte dell'uomo. Icepick viene comunque arrestato e dovrà trascorrere il poco tempo che gli rimane in galera.
Masters riesce a risolvere il problema del visto, di conseguenza Higgins non deve più tornare in Inghilterra.
- Ascolti USA: 6 090 000 telespettatori[24]